# Бусол Олена Юріївна
Бусол Олена Юріївна – українська вчена в галузі юриспруденції і філософії, відома працями з проблем корупційної злочинності та аналітичної розвідки.
Доктор юридичних наук (кримінальне право та кримінологія; кримінально-виконавче право). Вчене звання – старший науковий співробітник зі спеціальності «кримінальний процес та криміналістика; судова експертиза; оперативно-розшукова діяльність» (2011).
Авторка монографії «Протидія корупційній злочинності в Україні у сучасний період», яка за версією Центру політичних студій та аналітики «ЕЙДОС» увійшла в «Топ-10 видань про боротьбу з корупцією». Книга «Political games, або створення Державного бюро розслідувань в Україні» була номінантом XX Всеукраїнського рейтингу «Книжка року – 2017» у розділі «Обрії»[джерело?].
Бусол Олена двічі визнана кращим автором Загальнонаціональної юридичної газети «Юридичний вісник України» (за 2018 та за 2019 рік) у номінаціях «Досконалий професійний аналіз актуальної правової проблеми» та «Творче висвітлення складних питань правознавства».
За навчально-практичний посібник «Система органів державної влади з правоохоронними функціями в Україні» за заг. ред. Бусол О.Ю.  у 2019 р.  нагороджена дипломом Спілки юристів України.
О. Бусол – одна з ініціаторів введення концепту «аналітична розвідка» у вітчизняний професійний та науковий дискурс.

## Біографія
Народилася 21 січня 1966 року в м. Санкт-Петербург.
До розпаду СРСР працювала техніком; інженером-електроніком в Науковому обчислювальному центрі Байконуру (в/ч). Під час роботи у Центрі, в 1988 році брала участь у здійсненні комплексу заходів з науково-технічного обслуговування електронно-обчислювальних машин при запуску системи багаторазового використання – ракетоносія «Енергія» з орбітальним космічним кораблем «Буран».
З 1992 по 2004 р. проходила службу в Управлінні по боротьбі з організованою злочинністю УМВС України в Сумській області на посадах оперуповноваженого з особливо важливих доручень, начальника відділення, заступника начальника відділу, в.о. начальника відділу, начальника відділу.
Стояла у витоків створення та очолювала підрозділи обробки оперативної інформації Автоматизованої інформаційно-пошукової системи «Скорпіон», які в 2001 році набули статус Розвідувально-аналітичних підрозділів «Скорпіон» Розвідувально-аналітичного Центру Головного Управління по боротьбі з організованою злочинністю МВС України.
З 2004 по 2006 рр. проходила службу на посаді начальника Розвідувально-аналітичного відділу «Скорпіон» Розвідувально-аналітичного Центру в Управлінні по боротьбі з організованою злочинністю Головного управління МВС України в Київській області.
З 2006 по 2007 рр. – заступник начальника Аналітичного Центру – начальник відділу аналізу та прогнозування, підпорядкованого Департаменту Державної служби боротьби з економічною злочинністю МВС України.
З 2007 року проходила службу в Міжвідомчому науково-дослідному центрі з проблем боротьби з організованою злочинністю при Раді національної безпеки і оборони України на посадах старшого наукового співробітника відділу з вивчення проблем боротьби з організованою злочинністю у сфері економіки; заступника начальника відділу з вивчення проблем боротьби з організованою злочинністю у сфері економіки – керівника групи по боротьбі з корупцією.
У грудні 2012 році звільнилася з органів внутрішніх справ з посади заступника начальника Управління оперативно-аналітичного забезпечення захисту бюджетних коштів – начальника відділу боротьби зі злочинами в бюджетній сфері Департаменту державної служби боротьби з економічною злочинністю МВС України, у спеціальному званні полковник міліції.
З 2013 р. працювала на посаді старшого наукового співробітника відділу політологічного аналізу Служби інформаційно-аналітичного забезпечення органів державної влади Національної академії наук України.
З 2016 р. – провідний науковий співробітник Інституту держави і права імені В. М. Корецького НАН України на суспільних засадах.
2017– 2020 р.р.:
- Професор кафедри кримінального права, кримінології та господарського права ВНЗ «Національна академія управління»;
- Професор кафедри спеціально-правових дисциплін Таврійського національного університету імені В.І. Вернадського;
- Завідувач кафедри спеціально-правових дисциплін Таврійського національного університету імені В.І. Вернадського.

Брала участь у конкурсі на посаду Голови національного агентства з питань виявлення, розшуку та управління активами, одержаних від корупційних та інших злочинів. Бусол О. Ю. отримала 3 голоси з 6 членів  конкурсної комісії (від представників «Transparency International», Генеральної прокуратури та Кабінету міністрів України), і стала шостою в рейтингу кандидатів на цю посаду (набрали голосів кандидати: Людкевич – 6, Янчук  – 5, Нижинська – 5, Сологуб – 4, Усатий – 4, Бусол – 3. Решта кандидатів набрали по 1 та 0 голосів) .
Журналісти[які?] у своїх аналітичних статтях[яких?] зазначили лише двох з 64 кадидатів на посаду голови Державного бюро розслідувань, репутація та фаховисть яких не викликають запитань. Це Олена Бусол - багаторічна дослідниця проблем корупційної злочинності та можливостей аналітичної розвідки та Віталій Титич - відомий, як один з ключових адвокатів родин Небесної сотні.
Причетна до зриву затвердження результатів конкурсу з обрання керівника Спеціалізованої антикорупційної прокуратури.

## Відомчі нагороди
Медалі 
- «За сумлінну службу» III ступеня;
- «За сумлінну службу II ступеня»;
- «За сумлінну службу I ступеня»;
- «15 років МВС України»;
- «Почесна відзнака ГУБОЗ України II ступеня»;
- «Ветеран органів внутрішніх справ України»;
- нагрудний знак «ГУБОЗ МВС».

## Наукова діяльність
Авторка понад 250 наукових праць з тематики організованої злочинності та корупції, аналітичної розвідки.
Учасниця Всеукраїнського проекту «Золотий фонд нації» (файл «Книга Золотий фонд_Бусол»).
Учасниця проекту «Обличчя України. Імена. Портрети. Долі» за вагомий внесок у розвиток суспільства.
Інтерв’ю з Оленою Бусол дивись у журналі «XXI век. Персона», ноябрь–декабрь 2010 год, с. 144 –147.
Є першим і на даний час[коли?] єдиним вітчизняним фахівцем з проблем аналітичної розвідки в оперативних підрозділах правоохоронних органів України на рівні кандидата юридичних наук.
О.Ю. Бусол вперше введено в науковий обіг поняття «аналітична розвідка» як одного з напрямів оперативно-розшукової діяльності, що полягає у зборі, добуванні та комплексному аналізі оперативно-розшукової інформації, у тому числі з застосуванням інформаційних технологій, з метою отримання нових відомостей про злочинну діяльність осіб та груп.
Тема кандидатської дисертації: «Організація аналітичної розвідки в оперативних підрозділах Міністерства внутрішніх справ України» за спеціальністю «Оперативно-розшукова діяльність» (2009)
Тема докторської дисертації: «Протидія корупційній злочинності в Україні у контексті сучасної антикорупційної стратегії» за спеціальністю «Кримінальне право та кримінологія; кримінально-виконавче право» (2015).

### Докторське дослідження
З результатів докторського дослідження:
- виділено значимі чинники (критерії) протидії корупційній злочинності в окремих зарубіжних країнах, за якими можна порівнювати ефективність їх впливу на загальний рівень корупції. Встановлено, що наявність спеціалізованих антикорупційних органів та етичних стандартів державних службовців не є показовими чинниками запобігання вчиненню корупційних діянь. Існує пряма залежність між економічним рівнем розвитку держави та рівнем корупції в країні – чим вище такий рівень, тим менший рівень корупції. Кримінальна відповідальність за корупційні діяння є обов’язковим чинником протидії явищу для всіх країн. Частково дієвими є заходи профілактики. Залучення населення і громадських організацій до протидії корупційній злочинності та політична воля уряду для проведення відповідних реформ є важливими чинниками, які суттєво мінімізують корупцію;
- систематизовано відомі в кримінології моделі еволюції та форми проявів корупції та доведено, що Україна характеризується олігархічною моделлю корупційних відносин, що необхідно в першу чергу враховувати при визначенні заходів протидії корупційній злочинності;
- сформульовано авторські поняття «вимірювання рівня корупції» та «оцінювання корупції». Вимірювання рівня корупції (характеристика) здійснюється при оцінюванні корупційних взаємовідносин: між країнами; в окремо взятій країні; в кожній сфері соціального життя країни (глобальний, державний та локальний виміри). Ключовими критеріями для оцінювання визначено: реальний стан корупції (поширеність); сприйняття корупції населенням; ефективність заходів протидії корупції;
- виявлено основні риси законодавчої антикорупційної політики України в сучасний період, яка характеризується формальним підходом, декларативністю, непослідовністю, зволіканням з прийняттям законів, заполітизованістю. Аналіз розвитку антикорупційного законодавства в сучасний період свідчить про його неефективність, що дає підстави для висунення гіпотези про недостатність врахування проблеми формування рівня правової культури та правосвідомості громадян при розробці державної антикорупційної політики;
- запропоновано введення в науковий обіг поняття «організована корупційна злочинність» як різновид економічної злочинності – статистично обумовлена сукупність злочинних діянь осіб і груп, які відповідно до кримінального закону є корупційними злочинами та кваліфікуються за ознаками, притаманними організованій злочинній групі та злочинній організації;
- визначено корупційні ризики в діяльності прокурорів, слідчих при формуванні Єдиного реєстру досудових розслідувань. Обґрунтовано необхідність встановлення кримінальної відповідальності за умисне невнесення прокурором, слідчим відповідних відомостей про кримінальне правопорушення до Єдиного реєстру досудових розслідувань, що завдало істотної шкоди охоронюваним законом правам, свободам та інтересам окремих громадян, державним чи громадським інтересам або інтересам окремих юридичних осіб, в тому числі, якщо ці протиправні діяння було вчинено з метою отримання неправомірної вигоди;
- встановлено поширеність і причини корупційної злочинності в ОВС України в сучасний період. Кримінологічно-значущою причиною корупційної злочинності в ОВС України згідно з культурологічною концепцією протидії злочинності є низька соціальна культура працівників міліції;
- доведено неефективність діяльності антикорупційних підрозділів органів державної влади в Україні у протидії корупційній злочинності в сучасний період, а тому недоцільність включення їх до штатів органів виконавчої влади при формуванні антикорупційної стратегії України;
- обґрунтовано необхідність криміналізації таких діянь, як поширення завідомо недостовірної інформації на замовлення представником засобу масової інформації та замовлення йому виготовлення інформаційного продукту неправдивого змісту;
- на основі культурологічно-репресивного підходу запропоновано шляхи підвищення ефективності національної антикорупційної стратегії, які полягають у створенні координуючих і моніторингових органів, а також у забезпеченні реальної, а не формальної участі громадянського суспільства в протидії корупційній злочинності, зокрема за допомогою просвітницьких методів, що сприяють формуванню антикорупційної культури в суспільстві.

О. Бусол на основі проведеного фундаментального дослідження чинників боротьби з корупцією в деяких країнах зробила висновок: наявність антикорупційних органів не є панацеєю від вчинення корупційних діянь чиновниками. Значно ефективнішим є забезпечення високої заробітної платні державним службовцям (порівняно з іншими верствами населення).
Серед чинників боротьби з корупцією О. Бусол наводить такі: 1) наявність у державі спеціалізованого антикорупційного органу; 2) існування кримінальної відповідальності за такі види злочину; 3) активне залучення населення та окремих громадян до заходів боротьби з корупцією; 4) запровадження Етичного кодексу або інших етичних норм для державних службовців; 5) забезпечення високої заробітної плати державним службовцям порівняно з іншими верствами населення; 6) розробка та дієвість антикорупційного законодавства; 7) політична воля уряду щодо проведення відповідних реформ.

## Основні наукові праці

### Книги
1. Протидія корупційній злочинності в Україні у сучасний період [монографія]. – К. : Ін Юре, 2014. — 564 с.
2. Аналітична розвідка. Проведення аналізу оперативно-розшукової інформації [монографія]. – Кіровоград : ТОВ «Поліграф-Сервіс», 2010. – 165 с. (співавтор – Никифорчук Д.Й.).
3. Законодавство України та зарубіжних країн щодо протидії корупції. Міжнародний досвід боротьби з корупцією (монографія). - Кіровоград : ТОВ «Поліграф-Сервіс», 2010. – 628 с.
4. Аналітична робота в оперативно-розшуковій діяльності [Навчально-практичний посібник]. – НАВС. – К., 2012. – 152 с. (співавтори – Никифорчук Д.Й., Бірюков Г.М.).
5. Проведення аналізу криміногенної ситуації та оперативної обстановки у сфері протидії економічній злочинності [навч.-практ. посібник]. – Львів : ЛА «Піраміда», 2008. – 60 с. (Співавтори – Скалозуб Л.П. Василинчук В.І. Никифорчук Д.Й.).
6. Бусол Олена. Political games [Архівовано 6 березня 2017 у Wayback Machine.], або створення Державного бюро розслідувань в Україні : монографія / Олена Бусол. – К. : Самміт-Книга, 2017. – 232 с.

### Лекції та методичні матеріали
1. Аналітична розвідка в органах внутрішніх справ України // К.: Нац. акад. внутр. справ України. – 2008. – 40 с. (Спеціальна бібліотека НАВС).
2. Організація виявлення та розслідування незаконного виготовлення, зберігання, збуту чи транспортування з метою збуту підакцизних товарів (методичні рекомендації). – К.: МНДЦ при РНБО України. – 2009. – 42 с.(співавтори – Гега П. Т., Пліщук Л. І., Машковська І.Л.).
3. Корупційні діяння на державній службі – загроза національній безпеці української держави (Навчально-методичні матеріали). – К.: НАДУ, 2012. – 240 с..

### Статті
1. Аналітична розвідка у спеціальних підрозділах по боротьбі з організованою злочинністю: сутність, проблеми // Наук. вісн. Київ. нац. унів. внутр. справ. – 2005. – № 2, ч. 2. – С. 94–103. (Спеціальна бібліотека НАВС).
2. Методи аналізу оперативних даних // Наук. вісн. Київ. нац. унів. внутр. справ. – К., 2006. – № 2, ч. 2. – С. 116–124. (Спеціальна бібліотека НАВС).
3. Діяльність розвідувально-аналітичних відділів «Скорпіон» спеціальних підрозділів по боротьбі з організованою злочинністю // Наук. вісн. Київ. нац. унів. внутр. справ. – К., 2006. – № 3, ч. 2. – С. 40–49. (Спеціальна бібліотека НАВС).
4. Проблеми взаємодії оперативних служб і Департаменту інформаційних технологій МВС України при проведенні комп’ютерної розвідки // Наук. вісн. Київ. нац. унів. внутр. справ. – К., 2007. – № 1, ч. 2. – С. 42–48. (Спеціальна бібліотека НАВС).
5. Прозорість інформації як чинник запобігання корупції у державному секторі України // Боротьба з організованою злочинністю (теорія і практика). – 2007. – № 17 – С. 145–155. [Архівовано 17 серпня 2016 у Wayback Machine.]
6. Проект Закону «Про приватну детективну діяльність» – важливий крок в удосконаленні правового регулювання підприємницької діяльності і захисту законних прав та інтересів людини // Юридичний радник. – № 3 (23). – 2008. – Х.: «СТРАЙК». – С. 72 –76. (співавтор – Погорецький М.А.).
7. Стан боротьби з контрабандою та порушенням митних правил в Україні // Боротьба з організованою злочинністю (теорія і практика). – 2008. – № 18. – С.40–50. (співавтор –Ложкін В.Ю.). [Архівовано 17 серпня 2016 у Wayback Machine.]
8. Засоби аналітичної розвідки МВС України // Наук. вісн. Київ. нац. унів. внутр. справ. – 2008. – № 3, ч. 2. – С. 25–33.(Спеціальна бібліотека НАВС).
9. Використання аналітичної розвідки МВС на етапі оперативного супроводження кримінальних справ // Наук. вісн. Київ. нац. унів. внутр. справ. – 2008. – № 1, ч. 2. – С. 20– 28. (Спеціальна бібліотека НАВС).
10. Удосконалення механізму декларування доходів та видатків осіб, уповноважених на виконання функцій держави, та членів їх сімей як один із чинників зниження рівня корупції в Україні // Вісник Національної Академії прокуратури України. – 2009. – № 2. – с. 85–92. (співавтор – Погорецький М.А.).[недоступне посилання з червня 2019]
11. Особливості державної політики правового регулювання та ефективність протидії злочинам у сфері виробництва та збуту підакцизних товарів // Боротьба з організованою злочинністю (теорія і практика). – 2009. – № 21. – С. 182–192. [Архівовано 17 серпня 2016 у Wayback Machine.]
12. Використання даних аналітичної розвідки, отриманих при здійсненні оперативно-розшукової діяльності, у ході кримінального судочинства // Науково-теоретичний вісник Луганського державного університету внутрішніх справ Є.О. Дідоренка. – 2009. – Спец. вип. № 1. – С. 20– 25. (Спеціальна бібліотека НАВС).
13. Оперативно-розшукова інформація як предмет вивчення підрозділами аналітичної розвідки МВС України // Бюлетень з обміну досвідом роботи. – К., МВС України, 2010. – № 181. – С. 17– 25. (Спеціальна бібліотека НАВС).
14. Аналітична розвідка в Україні як самостійний напрям діяльності державних органів і недержавних підприємств // Наук. вісн. Київ. нац. унів. внутр. справ. – К., 2010. – № 2. – С. 114–120. [Архівовано 21 вересня 2016 у Wayback Machine.]
15. Проблеми протидії корупції в органах прокуратури України // Центрально-українськ. правничий часопис Кіровоградського юрид. інстит. ХНУВС: збірник наукових праць – 2010. – Спец. випуск. – С. 105–111 (співавтор – Цімох М.П.).
16. Аспекти вдосконалення правовідносин у сфері приватної детективної діяльності // Наука і правоохорона. – 2010. – № 3, С. 27–32 (співавтор – Погорецький М.А.).
17. Боротьба з шахрайством і корупцією в системі охорони здоров’я у Польщі // Боротьба з організованою злочинністю (теорія і практика). – 2010. – № 23. – С. 115–122 (співавтор – Мельник А.О.). [Архівовано 21 вересня 2016 у Wayback Machine.]
18. Вплив деяких чинників боротьби з корупцією на її загальний рівень у країнах світу // Боротьба з організованою злочинністю (теорія і практика). – 2010. – № 22. – С. 182–192. [Архівовано 5 березня 2022 у Wayback Machine.]
19. Проблема корупції в судовій системі України // Центрально-український правничий часопис Кіровоградського юридичного інституту ХНУВС: збірник наукових праць – 2010. – № 2. – С. 73–81.
20. Сучасні технології інтелектуального аналізу даних та перспективи їх використання в оперативно-розшуковій діяльності // Бюлетень з обміну досвідом роботи. – К., МВС України, 2011. – № 187. – С. 17– 25. Спеціальна бібліотека НАВС).
21. Державна автомобільна інспекція –найкорумпованіша структура органів внутрішніх справ України? // Наука і правоохорона. – 2010. – № 4, С. 27–32.
22. Застосування математичного (комп’ютерного) моделювання до аналізу організованої злочинної діяльності // Боротьба з організованою злочинністю (теорія і практика). – 2011. – № 24. – С. 28–36. [Архівовано 17 серпня 2016 у Wayback Machine.]
23. Організована злочинність як загроза національній безпеці України // Наук. вісн. Київ. нац. унів. внутр. справ. – К., 2011. – № 1 (74), С. 247– 254. [Архівовано 21 вересня 2016 у Wayback Machine.]
24. Вияви корупції в органах внутрішніх справ України: за матеріалами соціологічних досліджень // Наук. вісн. Київ. нац. унів. внутр. справ. – К., 2011. – № 2 (75), С. 197– 205. [Архівовано 21 вересня 2016 у Wayback Machine.]
25. Аналітична розвідка як один із напрямів оперативно-розшукової діяльності // Наук. вісн. Київ. нац. унів. внутр. справ. – К., 2011. – № 1 (26), С. 3–8.
26. Щодо корупційних проявів та стану боротьби з корупцією в органах внутрішніх справ України // Оперативна обстановка, її аналіз та оцінка у сфері діяльності підрозділів карного розшуку ОВС України // Вісник Луганського державного університету внутрішніх справ Е.О. Дідоренка. – 2011. – Спец. вип. № 2. – ч. 2. – С. 241– 251.
27. Підрозділи аналітичної розвідки як спеціальний суб’єкт оперативно-розшукового прогнозування // Юридичний часопис Національної академії внутрішніх справ – № 2. – 2011. [Архівовано 21 вересня 2016 у Wayback Machine.]
28. Для зустрічі з ворогом слід знати його в обличчя: рейдерство в Україні // Юридичний журнал: аналітичні матеріали. Коментарі. Судова практика / Юстиніан. – 2011.– № 7/8. – С. 35–41. [Архівовано 20 серпня 2016 у Wayback Machine.]
29. Дарунки державним службовцям: новели Закону України “Про засади запобігання і протидії корупції” // Юридичний журнал: аналітичні матеріали. Коментарі. Судова практика / Юстиніан. – 2011. – № 9. – С. 72–76.
30. Алгоритмізація як система правил для інтелектуального аналізу даних в оперативно-розшуковій діяльності // Бюлетень з обміну досвідом роботи. – К., МВС України, 2012. – № 192, ДСК (Спеціальна бібліотека НАВС).
31. Олігархізація політичної влади в Україні як одна із специфічних форм організованої злочинності // Боротьба з організованою злочинністю (теорія і практика). – 2011. – № 2–3 (25– 26). – С. 46 –54. [Архівовано 17 серпня 2016 у Wayback Machine.]
32. Детермінація організованої злочинності: кримінологічний аспект // Юридичний часопис Національної академії внутрішніх справ. – 2012. – № 1 [Архівовано 17 серпня 2016 у Wayback Machine.].
33. Роль органів внутрішніх справ та інших державних інституцій у боротьби з організованою злочинністю: історичний аспект // Боротьба з організованою злочинністю (теорія і практика). – 2012. – № 1 (27). – С. 158–169. [Архівовано 5 березня 2022 у Wayback Machine.]
34. Методологія кібернетичного забезпечення оперативно-розшукової діяльності // Наук. вісн. Київ. нац. унів. внутр. справ. – К., 2012. – № 6 (85), С. 95-103 (співавтор – Никифорчук Д.Й.). [Архівовано 21 вересня 2016 у Wayback Machine.]
35. Деякі аспекти організації роботи інформаційно-аналітичних підрозділів органів державної влади // Наукові праці Національної бібліотеки імені Вернадського, 2013. – Вип. 36. – С. 75–88.[недоступне посилання з червня 2019]
36. Правоприменительные коллизии антикоррупционного законодательства Украины // Закон и жизнь: Международний научно-практический правовой журнал, SRL «Cetatea de Sus», Кишинєу. – 2013. – № 9/2 (261). — С. 37–41. [Архівовано 21 серпня 2016 у Wayback Machine.]
37. Вимір та оцінювання рівня корупції // Юридичний часопис Національної академії внутрішніх справ. – № 1. – 2013. – С. 173–179 (Никифорчук Д.Й.). [Архівовано 17 серпня 2016 у Wayback Machine.]
38. Коррупционные риски при формировании Единого реестра досудебных расследований прокурорами и следователями // Закон и жизнь: Международний научно-практический правовой журнал, SRL «Cetatea de Sus», Кишинєу. – № 12/3 (264). – 2013. – С. 30–34. [Архівовано 22 вересня 2015 у Wayback Machine.]
39. Чинники поширення корупції як засобу організованої злочинності в Україні (1992– 2014 роки) // Право і суспільство, Днепропетровськ.– 2014. – № 1. – С. 150–156. [Архівовано 17 серпня 2016 у Wayback Machine.]
40. Національні антикорупційні стратегії та участь громадськості в протидії корупції у країнах Центральної та Східної Європи // Науковий вісник Міжнародного гуманітарного університету. Серія «Юриспруденція». – № 6-3 том 1. – 2013. – С. 60–63. [Архівовано 10 січня 2017 у Wayback Machine.]
41. Люстрация судейского корпуса как способ противодействия коррупции // Закон и жизнь: Международний научно-практический правовой журнал, SRL “Cetatea de Sus”, Кишинєу. – № 4/2 (268). – С. 39 – 43. [Архівовано 21 серпня 2016 у Wayback Machine.]
42. Стан та причини корупційних правопорушень в галузі охорони здоров’я України: за даними соціологічного дослідження // Jurnalul juridic national: teorie şi practică, Кишинєу, Молдова. – 2014. – № 3(07), С. 71–75. [Архівовано 21 квітня 2022 у Wayback Machine.]
43. Протидія корупційній злочинності в умовах процесів світової глобалізації // Держава і право // Інститут держави і права ім. В. М. Корецького НАН України. № 65. – 2014. – С. 240– 249. [Архівовано 13 жовтня 2016 у Wayback Machine.]
44. Корупційна злочинність та організована корупційна злочинність: поняття та проблеми співвідношення // Юридичний вісник // Національний університет «Одеська юридична академія», Одеса. – № 4. – 2014. – С. 121–126. [Архівовано 17 серпня 2016 у Wayback Machine.]
45. Аналітичний огляд наукових статей з проблем протидії корупції № 22 (Шостко О.Ю., Бусол О.Ю., Михайленко Д.Г.) [Архівовано 13 серпня 2016 у Wayback Machine.]
46. Потенційна небезпека штучного інтелекту // Інформація і право: науковий журнал. – 2015. – № 2 (14), С. 121–128. [Архівовано 14 серпня 2016 у Wayback Machine.]
47. Культурологическая концепция в противодействии коррупционной преступности: проблемы методологии // [Архівовано 21 серпня 2016 у Wayback Machine.] Закон и жизнь : Международный научно-практический правовой журнал. – Кишинев, Молдова. – 2015. – № 6/2. – С. 19– 22. [Архівовано 21 серпня 2016 у Wayback Machine.]
48. Антикорупційна культура суспільства та індивідууму в мінімізації проявів корупційної злочинності // Jurnalul juridic national: teorie şi practică. – Кишинев, Молдова. – 2015. – № 3. – Том 1. – С. 91–95. [Архівовано 21 серпня 2016 у Wayback Machine.]
49. Концепція протидії корупції в Україні потребує нових підходів: основні тези // Публічне право, 2016, № 2 (22). – С. 143 –152 (співавтор – Костенко О.М.). [Архівовано 11 жовтня 2016 у Wayback Machine.]
50. Медіа-корупція в Україні: проблема криміналізації // Інформація і право, 2016. – № 1 (16). – С. 102–110. [Архівовано 15 серпня 2016 у Wayback Machine.]
51. Організована корупційна злочинність як різновид економічної злочинності // Часопис Київського університет права, 2015. – № 4. – С. 262– 266. [Архівовано 11 квітня 2016 у Wayback Machine.]
52. Дієвість прогнозів та наслідки недостатнього використання державою результатів наукових досліджень Міжвідомчого науково-дослідного центру з проблем боротьби з організованою злочинністю при Раді національної безпеки і оборони України (на основі аналізу матеріалів наукових досліджень МНДЦ за період 1997– 2012 рр.) // The Journal of Eastern European Law / Журнал східноєвропейського права // Електронне науково-практичне видання – 2016. – № 27, С. 6–14. [Архівовано 14 березня 2022 у Wayback Machine.]
53. Юридичні колізії Закону України «Про Державне бюро розслідувань» // The Journal of Eastern European Law / Журнал східноєвропейського права // Електронне науково-практичне видання – 2016. – № 28, с. 4-12. [Архівовано 19 березня 2022 у Wayback Machine.]
54. Свобода панорами у світі: законодавче регулювання авторського права на зображення архітектурних об'єктів // Громадська думка про правотворення – травень 2017. – № 10 (135), с. 33-40. [Архівовано 15 червня 2017 у Wayback Machine.]

### Тези
1. Аналітична розвідка як складова інформаційно-аналітичного забезпечення діяльності підрозділів ДСБЕЗ // Інформаційно-аналітичне та методичне забезпечення протидії злочинам у сфері економіки : зб. матер. наук.-практ. семін. (24 жовт. 2007 р.). – К.: Київ. нац. ун-т. внутр. справ. – К., 2007. – С. 68–72.
2. Аналітична розвідка в МВС: історія розвитку та перспективи // Сторіччя розшуку: історія, сучасність та перспективи: Матеріали науково-практичної конференції. (Одеса, 24 жовтня 2008 р.). – ОДУВС. – С. 54–55.
3. Координация деятельности правохранительных и других государственных органов в сфере предупреждения и борьбы с коррупцией в Украине // Актуальные проблемы противодействия коррупции: материалы международной научно-практической конференции 14 октября 2010 г. // ООНИ и РИД БелЮИ МВД России. – Белгород. – 2010. – С. 103-106.
4. Моделювання та прогнозування соціальних систем // Моделі кол.безпеки: інформаційний вимір: збірн. мат.-лів / упорядн. – Ланде Д.В. – К.: НДЦПІ НАПрН України. – 2011. – 80 с.
5. Corruption criminality as infringement of rights and human liberties in the sphere of public security // Práva a slobody človeka a občana: mechanizmus ich implementácie a ochrany rôznych oblastiach práva: Medzinárodná vedecká konferencia. – Bratislava, Slovenská republika, 19-20 septembra 2014 r., С. 69–72.
6. Термінологічні проблеми визначення поняття «протидія корупційній злочинності» // V Міжнар. наук.-практ. конф. «Поняття та категорії юридичної науки» до 145-річчя академіка Всеукраїнської академії наук Миколи Івановича Палієнка (1869-1937) (Київ, 18 лист. 2014 р.). – С. 181–185.
7. Наукові підходи до визначення поняття протидія корупції” та їх класифікація // Юридична наука України: історія, сучасність, майбутнє: міжнар. наук.-практ. конф. – Східноукраїнська наукова юридична організація, м. Донецьк 18 –19 жов. 2013 р. – С. 70–75.
8. Проявления коррупции в системе здравоохранения Украины // Сучасний стан і перспективи розвитку держави і права: міжнар. наук.-практ. конф. // Західноукраїньска організація «Центр правничих ініціатив», м. Львів, 18–19 жов. 2013 р. – С. 121–123.
9. Позитивна функція корупції як необхідний аспект дослідження протидії явищу // Теорія і практика сучасної юриспруденції: міжнар. наук.-практ. конф. // Херсонський державний університет, м. Херсон, 13–14 груд. 2013 р. – 2013 р., С. 195 –198.
10. Роль засобів масової інформації у протидії корупції: кримінологічний аспект // Правові реформи в пострадянських країнах: досягнення та проблеми : міжнар. наук.-практ. конфер. // Інститут юридичних і політичних наук Академії наук республіки Молдова, Слов’янський університет, Інститут кримінальної політики і прикладної кримінології (м. Кишинев, Республіка Молдова, 28– 29 бер. 2014 р.), С. 240– 242.
11. Протидія корупції органами виконавчої влади України (на прикладі обласних державних адміністрацій) // Правовий світогляд: людина і право: щорічна наук.- практ. конф., м. Київ, 22 квіт. 2014 р. // Інститут держави і права ім. В. М. Корецького НАН України, С. 385-389.
12. Способи та проблеми законодавчого захисту авторського права в університетах і академічних установах // Міжнар. семінар «Політика інтелектуальної власності в університетах та науково-дослідних установах» (03–04 березня 2016 року, Київ), Київський університет права.
13. Applying the scientific research results to combat organized crime within the modern period in Ukraine (for example, a scientific institution of the National Security and Defense Council of Ukraine) // Право як регулятор суспільних відносин: історія, теорія, практика : міжнар. наук.-практ. конфер. // ВГО «Майбутнє країни», журнал "Публічне право" (18–19 квітня 2016 р.), С. 20-22.
14. State Bureau of investigation in Ukraine within the context of criminal justice // VI Міжнар. науков.-практ. конф. «Напрями реформування кримінального провадження в Україні: процесуальні та криміналістичні аспекти», м. Львів, 27 травня 2016 р., с. 3–5.

### Статті в газетах
1. Бусол Олена. Агентство для довідок  з монополією на управління // Закон і бізнес. – 2016. – № 46 (1292). – С. 12. [Архівовано 14 лютого 2022 у Wayback Machine.]
2. Бусол Олена. Акценти становлення або 9 першочергових кроків, які здатні підвищити ефективність діяльності ДБР // Закон і бізнес. – 2016. – № 51. – С 12. [Архівовано 7 березня 2022 у Wayback Machine.]
3. Інтерв’ю з Оленою Бусол: «Зменшення рівня корупції не залежить від створення чисельних спеціалізованих інституцій, а від бажання й політичної волі влади» (Юридичний вісник України, 2017 р.) //Юридичний вісник України № 5 (1125), С. 12 –13 [Архівовано 9 серпня 2018 у Wayback Machine.].

### Рецензії
1. Костицький В. В. Проблеми антикорупційної стратегії України / В. В. Костицький // Соціологія права : науково-практичний журнал. – 2015. – № 1– 2 (12–13). – С. 188 –190 [Архівовано 21 серпня 2016 у Wayback Machine.].
2. Колб О. Г. Формування державної системи протидії корупційній злочинності в сучасних умовах / О. Г. Колб // Держава і право : зб. наук. праць. – Серія «Юридичні науки». – К. : Ін-т держави і права ім. В. М. Корецького НАН України, 2015. – Вип. 68. – С. 376–381 [Архівовано 17 серпня 2016 у Wayback Machine.].
3. Кулик О. Г. Антикорупційна стратегія протидії корупційній злочинності в Україні: науковий погляд сучасника / О. Г. Кулик // Часопис Київського університету права: український науково-теоретичний часопис. – 2015. – № 3. – с. 414–416 [Архівовано 11 квітня 2016 у Wayback Machine.].
4. Вибране із дарів. Бібліотека ДВНЗ "Київського національного економічного університету імені Вадима Гетьмана" висловлює щиру подяку всім дарувальникам за внесок у поповнення її фонду [Архівовано 10 вересня 2018 у Wayback Machine.].
5. Вперше в кримінологічній науці вийшла друком монографія «Протидія корупційній злочинності в Україні у сучасний період»